# Дерби (Коннектикут)
Дерби (англ. Derby) — город в штате Коннектикут в США.

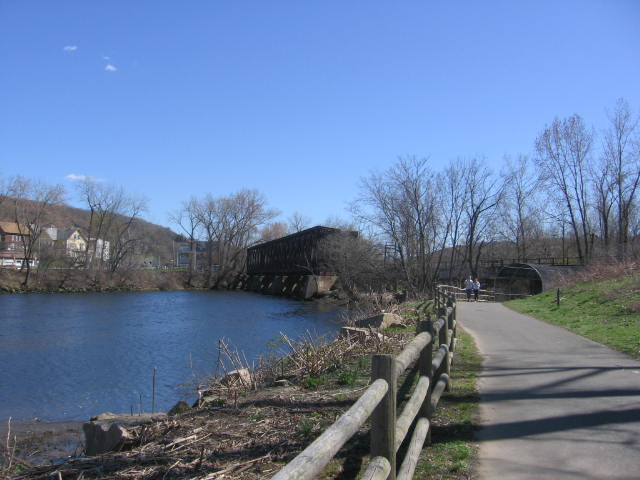
река Ногатук в Дерби

## История
Основан в 1642 году как индейский торговый пост под названием Погассет (англ. Paugasset). В 1675 году переименован в честь английского города Дерби. Статус города присвоен в 1893 году.
С 1944 по 1986 год в Дерби работала компания Комиксы Чарльтона (англ. Charlton Comics), специализирующаяся на издании комиксов. В компании сотрудничал известный художник Стив Дитко (создатель супергероя Вопрос (англ. DC Comics)).

## География
По данным Бюро переписи населения США город имеет общую площадь 14 км², из которых 13 км² составляет суша и 1,0 км² (7,14 %) — вода. В городе имеется государственный парк площадью около 1,4 км² (англ. Osbornedale State Park).
Дерби делится на две основные части по реке Ногатук (англ. Naugatuck): Восточный Дерби и центральный Дерби (Бирмингем).

## Достопримечательности
Ряд достопримечательностей Дерби включён в Национальный регистр исторических мест США.
- Оперный театр Стерлинга[англ.]

- Зеленый исторический район Бирмингем

- Общественная библиотека Дерби

- Дом Ноу (англ. Howe House, построен в 1845 году)

- Фермерский дом, построенный в начале XIX века (англ. Osbornedale house)

- Бывшая фабрика корсетов Крауса (англ. The Kraus Corset Factory, 1879)

## Демография
Большой процент населения Дерби составляют потомки польских иммигрантов (18 % всех жителей). В городе есть несколько польских магазинов, ресторанов и клубов, приход Святого Михаила Архангела, служба в местной Римско-католической церкви проходит на польском языке.

## Известные жители
- Уильям Фредерик Дюранд (1859—1958) — известный учёный в области механики, первый штатский председатель Национального консультативного комитета по аэронавтике, предшественника НАСА

## Транспорт
Через Дерби проходит Северное метро (англ. Metro-North), городская станция носит название Дерби-Шелтон.

## Галерея

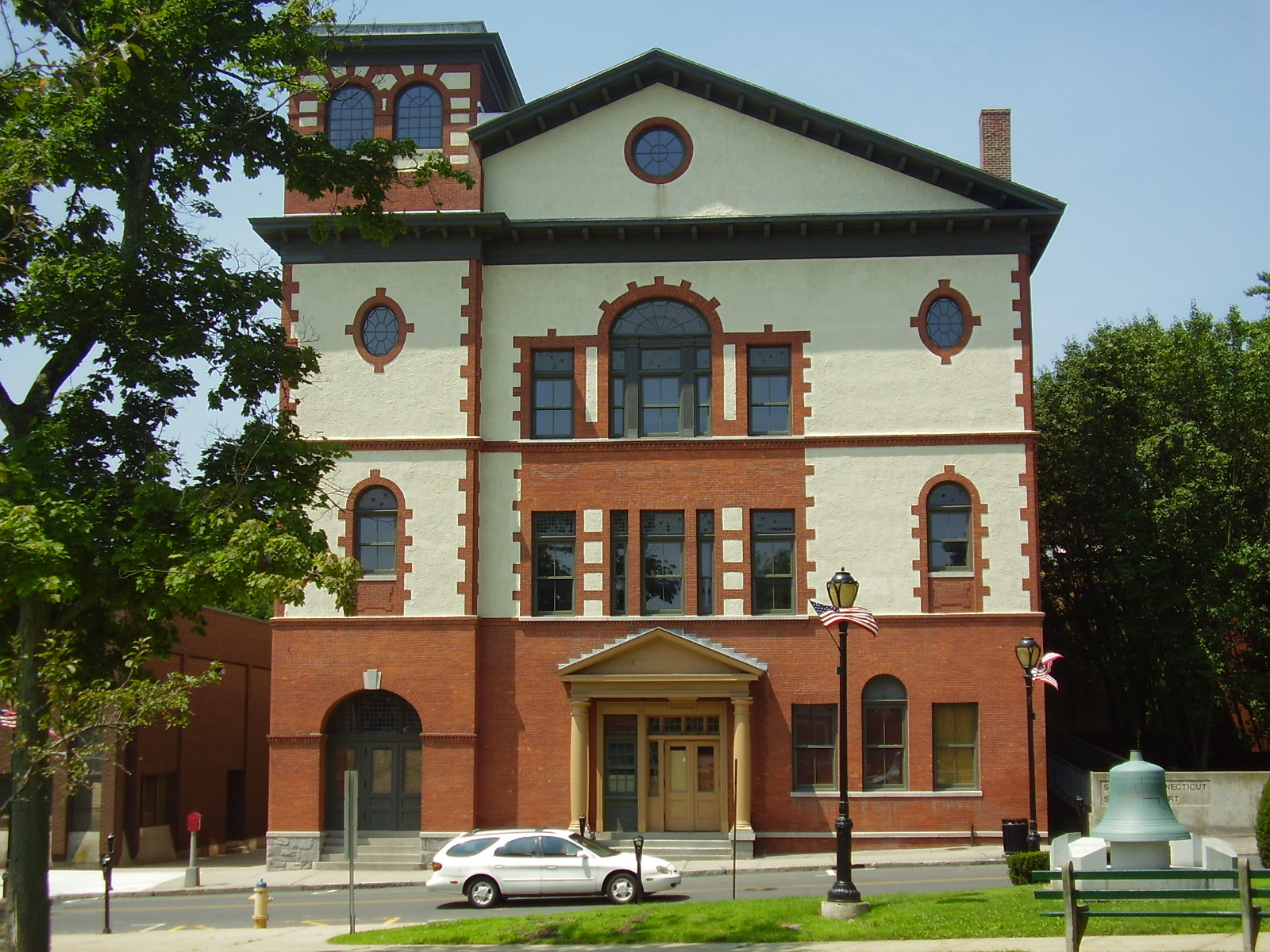
Оперный театр Стерлинга
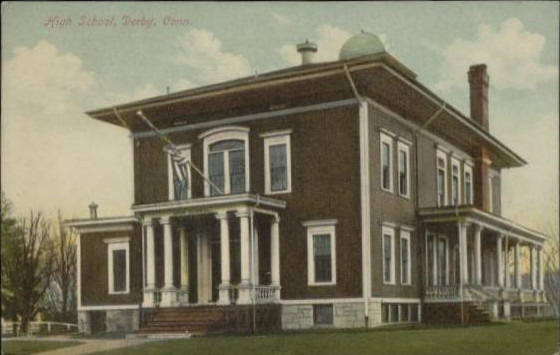
Высшая школа Дерби. Снимок 1909 года
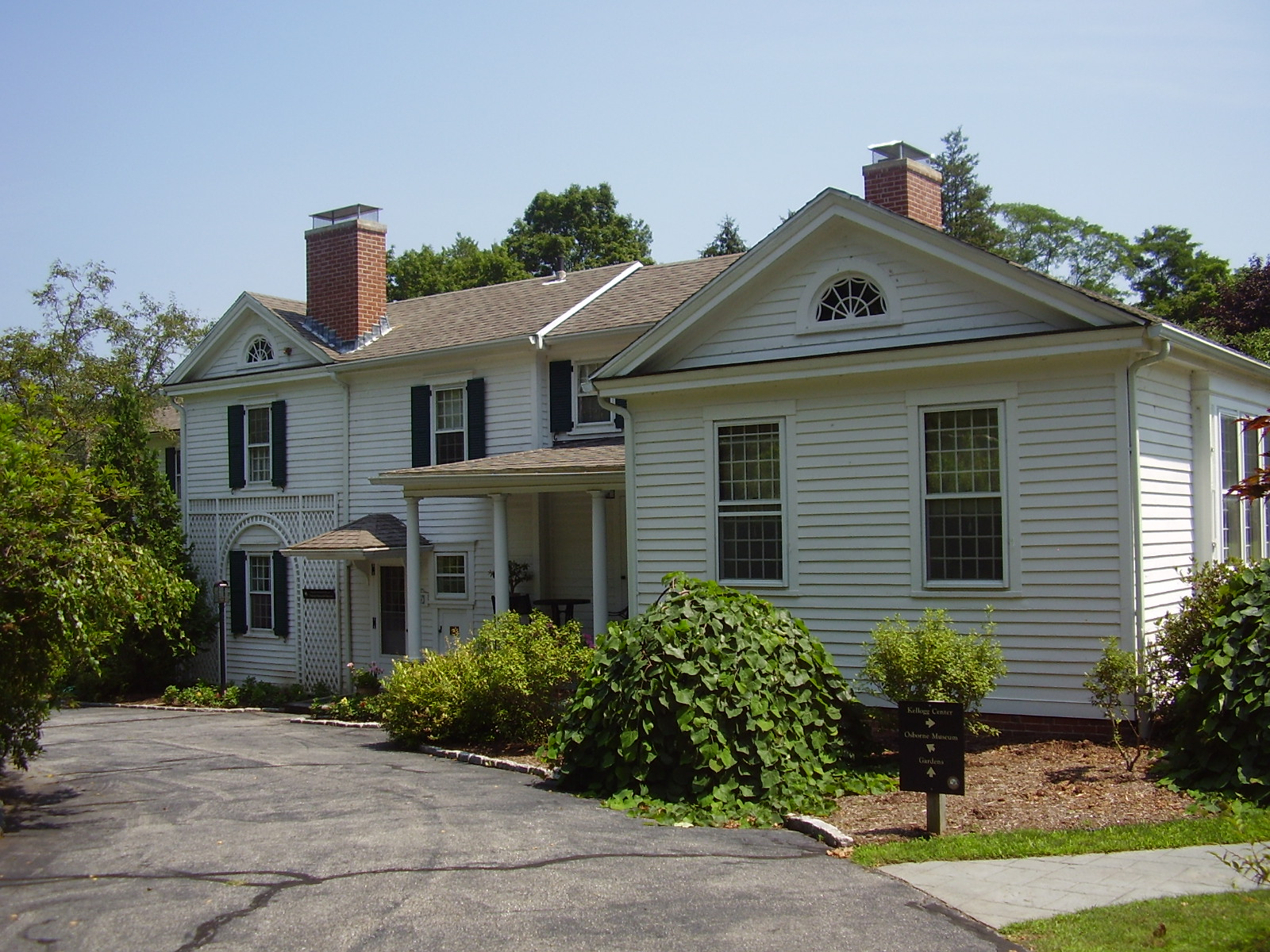
Osbornedale house
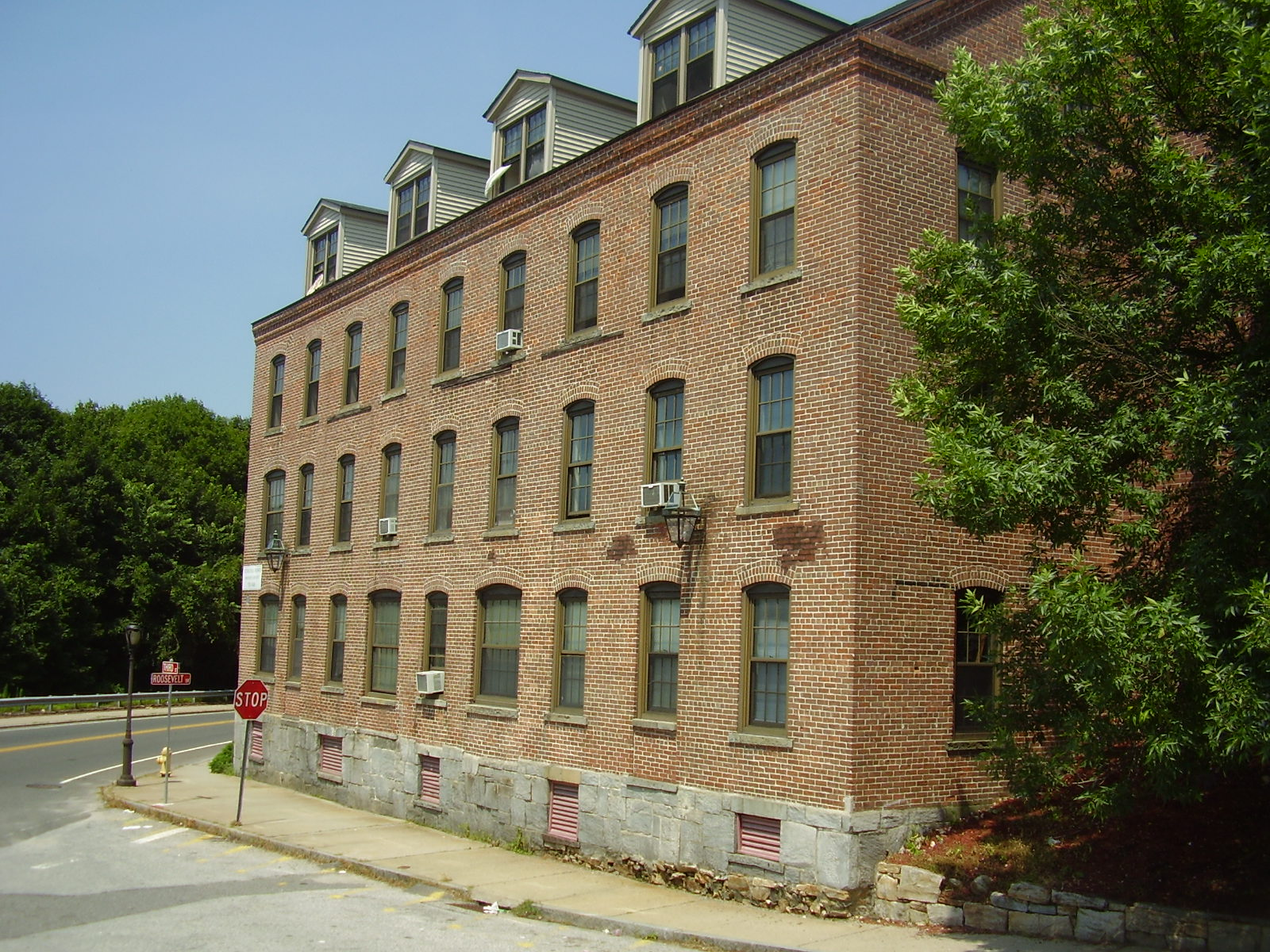
Фабрика корсетов Крауса, снимок 2008 года
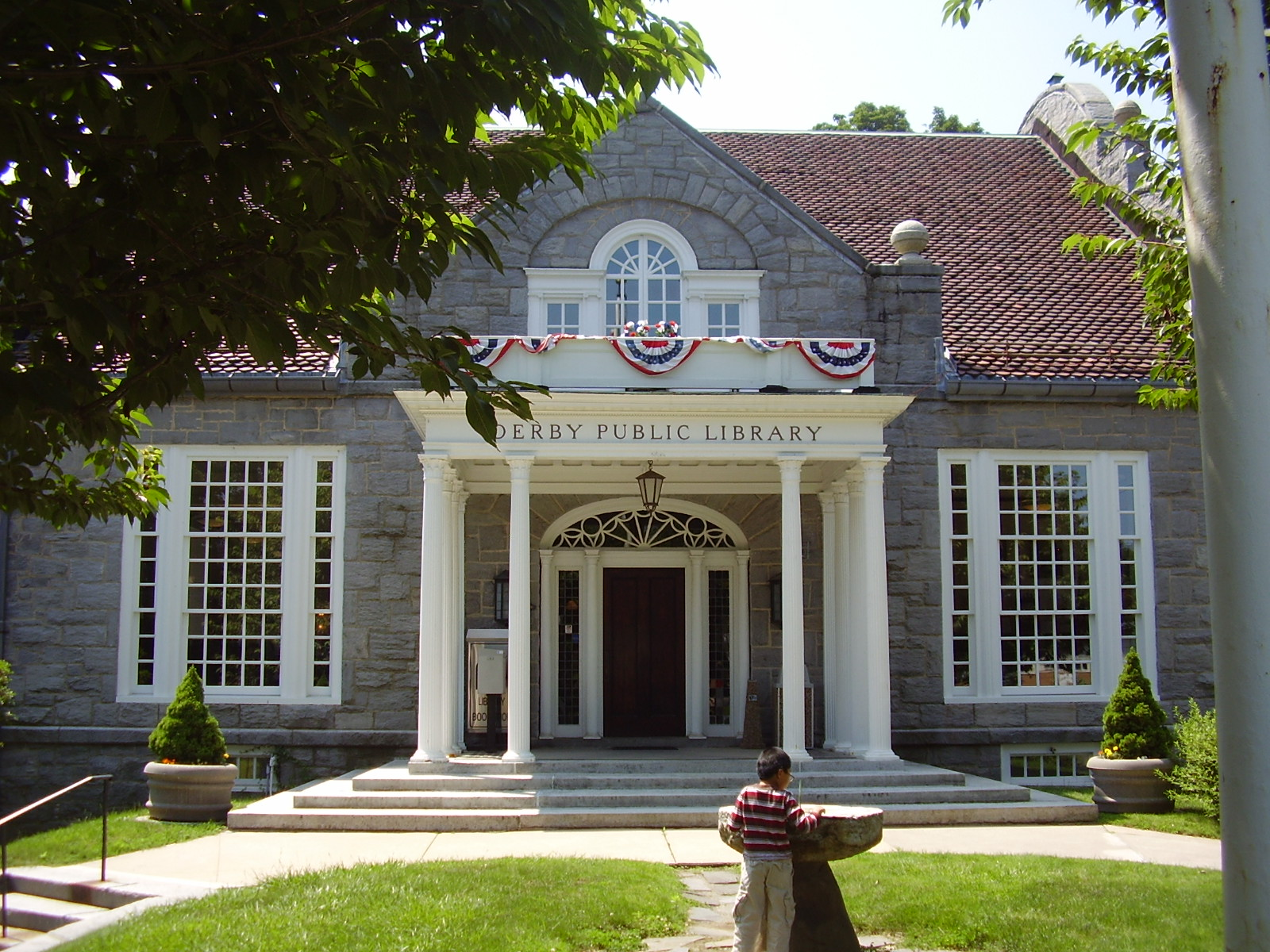
Общественная библиотека Дерби